# Mosè d'Évreux
Mosè di Évreux (fl. XIII secolo) è stato un rabbino e tosafista francese, vissuto ad Évreux nella prima metà del XIII secolo. Fu l'autore di un siddur.

## Biografia
Suo padre Shneur di Évreux ebbe tre figli, che divennero studiosi di pregio chiamati collettivamente "i saggi di Évreux": Mosè di Évreux, Samuel di Évreux e Isaac di Évreux. Il primogenito Mosè fu il maestro degli altri due.
Gross lo identificò con Moses ben Shneor, maestro dell'autore del Sefer ha-Gan, un commento al Pentateuco. Altri autori hanno più genericamente supposto che fosse il figlio di Yom-Ṭov, menzionato nella risposta di Elia Mizraḥi (n. 82).
Il suo testo fondamentale fu il Tosafot di Évreux, i cui testi sono noti anche come Shiṭṭah di Évreux, e sono spesso citati dai tosafot successivi, fra i quali nel tosafot al libro talmudico del Berakhot. Mosè scrisse il suo tosafot sul margine di una copia di Isaac Alfasi, del quale invocava l'autorità.